# The Very Best of Prince
A The Very Best of Prince Prince válogatásalbuma, amely 2001. július 31-én jelent meg. Az album a zenész legsikeresebb dalaiból áll, többek közt a "When Doves Cry", a "Let's Go Crazy", a "Kiss" és a "Cream".
A The Very Best of Prince-en nem szerepel a "Batdance", amely első helyet ért el a Billboard Hit 100-on, ez valószínűleg a Batman karakter védettsége miatt történt. Az AllMusic pedig azt írta, hogy nem hivatalosan, de kiírják a Batman albumot az előadó diszkográfiájából. Minden dal, ami szerepel az albumon része volt a The Hits/The B-Sides (1993) díszdoboznak, a "Money Don't Matter 2 Night" kivételével.

## Kereskedelmi teljesítménye
A The Very Best of Prince a 66. helyen debütált a US Billboard 200-on. 2004 szeptemberében kapott platina minősítést az Amerikai Hanglemezgyártók Szövetségétől (RIAA).
A The Very Best of Prince-ből 179 ezer példány kelt el Prince 2016-os halála utáni héten, amellyel az album első helyre lépett a Billboard 200-on, Prince ötödik első helyezettje a listán. A következő héten visszaesett a második helyre 391 ezer példánnyal, Beyoncé Lemonade-je mögé. 2016-ban 660 ezer példányt adtak el az albumból. Ezen év előtt 2 millió eladásnál járt a válogatás.

## Számlista
|     | Cím                                                                    | Eredeti album                    | Hossz |
| --- | ---------------------------------------------------------------------- | -------------------------------- | ----- |
| 1.  | I Wanna Be Your Lover (Single edit)                                    | Prince (1979)                    | 2:58  |
| 2.  | 1999 (Single edit; Prince & The Revolution)                            | 1999 (1982)                      | 3:37  |
| 3.  | Little Red Corvette (Prince & The Revolution)                          | 1999                             | 4:56  |
| 4.  | When Doves Cry (Single edit; Prince & The Revolution)                  | Purple Rain (1984)               | 3:47  |
| 5.  | Let's Go Crazy (Prince & The Revolution)                               | Purple Rain                      | 4:40  |
| 6.  | Purple Rain (Prince & The Revolution)                                  | Purple Rain                      | 8:40  |
| 7.  | I Would Die 4 U (Single version; Prince & The Revolution)              | Purple Rain                      | 2:56  |
| 8.  | Raspberry Beret (Prince & The Revolution)                              | Around the World in a Day (1985) | 3:32  |
| 9.  | Kiss (Single edit; Prince & The Revolution)                            | Parade (1986)                    | 3:46  |
| 10. | Sign o' the Times (Single edit)                                        | Sign o' the Times (1987)         | 3:42  |
| 11. | U Got the Look (Sheena Eastonnal)                                      | Sign o' the Times                | 3:47  |
| 12. | Alphabet St.                                                           | Lovesexy (1988)                  | 5:38  |
| 13. | Thieves in the Temple                                                  | Graffiti Bridge (1990)           | 3:21  |
| 14. | Gett Off (Prince and The New Power Generation)                         | Diamonds and Pearls (1991)       | 4:31  |
| 15. | Cream (Prince and The New Power Generation)                            | Diamonds and Pearls              | 4:13  |
| 16. | Diamonds and Pearls (Single edit; Prince and The New Power Generation) | Diamonds and Pearls              | 4:19  |
| 17. | Money Don't Matter 2 Night (Prince and The New Power Generation)       | Diamonds and Pearls              | 4:47  |

## Közreműködők
- Prince – ének, hangszerek

### The Revolution
- Lisa Coleman – billentyűk, vokál
- Wendy Melvoin – gitár, vokál
- Bobby Z. – dobok, ütőhangszerek
- Brown Mark – basszusgitár, vokál
- Matt (Dr.) Fink – billentyűk, vokál

### The New Power Generation
- Levi Seacer, Jr. – ritmusgitár, háttérének
- Tony M. – rap, háttérének
- Tommy Barbarella – "PurpleAxxe", billentyűk
- Kirk Johnson – ütőhangszerek, háttérének
- Damon Dickson – ütőhangszerek, háttérének
- Sonny T. – basszusgitár, háttérének
- Michael B. – dobok
- Rosie Gaines – vokál, "PurpleAxxe", orgona

### További közreműködők
- Jill Jones – vokál ("1999")
- Dez Dickerson – vokál ("1999" & "Little Red Corvette"), gitár("Little Red Corvette")
- Mazarati – háttérének ("Kiss")
- Sheena Easton – vokál ("U Got the Look")
- Sheila E. – dpbpk, ütőhangszerek ("U Got the Look" & "Alphabet St."), vokál ("Alphabet St.")
- Cat Glover – rap ("Alphabet St.")
- Eric Leeds – rézfúvósok, vokál ("Alphabet St."), fuvola ("Gett Off")

## Slágerlisták
| Slágerlista (2001)                     | Legmagasabb pozíció |
| -------------------------------------- | ------------------- |
| Ausztrál Albumok (ARIA)                | 40                  |
| Belga Albumok (Ultratop Flanders)      | 18                  |
| Holland Albumok (Album Top 100)        | 3                   |
| Ír Albumok (IRMA)                      | 1                   |
| Német Albumok (Offizielle Top 100)     | 6                   |
| Osztrák Albumok (Ö3 Austria)           | 13                  |
| Spanyol Albumok (AFYVE)                | 18                  |
| Svéd Albumok (Sverigetopplistan)       | 28                  |
| Svájci Albumok (Schweizer Hitparade)   | 17                  |
| UK Albums (OCC)                        | 2                   |
| US Billboard 200                       | 66                  |
| Slágerlista (2011)                     | Legmagasabb pozíció |
| Norcég Albumok (VG-lista)              | 16                  |
| Slágerlista (2016)                     | Legmagasabb pozíció |
| Ausztrál Albumok (ARIA)                | 2                   |
| Osztrák Albumok (Ö3 Austria)           | 5                   |
| Kanadai Albumok (Billboard)            | 1                   |
| Dán Albumok (Hitlisten)                | 7                   |
| Finn Albumok (Suomen virallinen lista) | 12                  |
| Francia Albumok (SNEP)                 | 8                   |
| Német Albumok (Offizielle Top 100)     | 5                   |
| Magyar Albumok (MAHASZ)                | 5                   |
| Ír Albumok (IRMA)                      | 2                   |
| Olasz Albumok (FIMI)                   | 12                  |
| Új-zélandi Albumok (RMNZ)              | 1                   |
| Norvég Albumok (VG-lista)              | 2                   |
| Svéd Albumok (Sverigetopplistan)       | 4                   |
| Svájci Albumok (Schweizer Hitparade)   | 1                   |
| UK Albums (OCC)                        | 2                   |
| US Billboard 200                       | 1                   |

| Slágerlista (2016)               | Pozíció |
| -------------------------------- | ------- |
| Argentine Monthly Albums (CAPIF) | 3       |

| Slágerlista (2016)                   | Pozíció |
| ------------------------------------ | ------- |
| Ausztrál Albumok (ARIA)              | 19      |
| Svájci Albumok (Schweizer Hitparade) | 77      |
| UK Albums (OCC)                      | 42      |
| US Billboard 200                     | 14      |
| Új-zélandi Albumok (RMNZ)            | 30      |

## Minősítések
| Régió                    | Minősítés  | Példányszám |
| ------------------------ | ---------- | ----------- |
| Ausztrália (ARIA)        | 2× Platina | 140,000     |
| Belgium (BEA)            | Platina    | 50,000      |
| Egyesült Államok (RIAA)  | Platina    | 2,660,000   |
| Egyesült Királyság (BPI) | 2× Platina | 600,000     |
| Hollandia (NVPI)         | Platina    | 80,000      |
| Kanada (Music Canada)    | Arany      | 50,000      |
| Németország (BVMI)       | Arany      | 150,000     |
| Új-Zéland (RMNZ)         | Platina    | 15,000      |